# Rodrigo Vidal
Rodrigo Vidal (né Jorge Rodrigo Vidal Gutiérrez  le 16 mars 1973 à Mexico, Mexique), est un acteur mexicain. Il participe à de nombreuses telenovelas au Mexique et aux États-Unis pour la communauté latine.

## Biographie
Rodrigo Vidal est le fils de Arturo Piedra.
Il a été marié pendant dix ans avec Michelle Morán Gutiérrez et ils ont divorcé en 2013. Ils ont eu deux enfants ensemble, Kamil y Gion.

## Carrière
Il fait ses débuts dans le monde des telenovelas avec Cuando llega el amor.
En 2009, il enregistre la telenovela Hasta que el dinero nos separe dans le rôle de Jaime, avec les protagonistes Pedro Fernández et Itati Cantoral.
En 2016, il est dans la telenovela Sueño de amor où joue aussi Julián Gil l'antagoniste principal.

## Filmographie

### Films
- 1988 : Vieja moralidad : Alberto
- 1990 : Emboscada
- 1991 : Crack vicio mortal
- 1991 : El silla de ruedas
- 1991 : Jóvenes perversos
- 1992 : Dos locos en aprietos
- 1992 : El ganador
- 1992 : Al caer la noche
- 1993 : Angeles de la muerte
- 1993 : La venganza del silla de rueda
- 1994 : La próxima victoria
- 1994 : Amnesia
- 2003 : La tregua : Jaime Santome
- 2006 : Las vecinas
- 2006 : La reportera salvage
- 2008 : Fotonovela : Charlie
- 2008 : Pecados de una profesora

### Telenovelas
- 1989-1990 : Cuando llega el amor : Eduardo Contreras Bracho, dit Lalo
- 1991-1992 : Atrapada : Luis
- 1992 : Baila conmigo : Samuel
- 1993-1994 : Dos mujeres, un camino : Ricardo Montegarza
- 1995-1996 : El premio mayor : Diego Rodríguez
- 1997 : El secreto de Alejandra : Matías Monasterio
- 1997-1998 : María Isabel : Gilberto
- 1998-1999 : El privilegio de amar : Artemio Salazar
- 1998 : Preciosa (en) : Leonel de la Riva
- 2000 : Siempre te amaré : Eduardo Castellanos Robles
- 2001 : Amigas y rivales : Armando Del Valle
- 2001 - 2002 : Salomé (es) : Dany / Soraya
- 2002-2003 : Gata salvaje : Guillermo Valencia
- 2003 : Ángel rebelde : Luigi Espaghuetti
- 2006 : Olvidarte jamás : Miguel Montero
- 2009-2010 : Hasta que el dinero nos separe : Jaime Rincón, dit Jaimito[5]
- 2011-2012 : Dos hogares : Victor
- 2012 : El Talismán :  Francisco Gómez, dit Panchito
- 2012 - 2013 : Rosario : Padre Bernardo
- 2014 : Los miserables : Gastón Gordillo
- 2016 : Sueño de amor : Félix Del Pozo[6]

## Nominations et récompenses

### Premios TVyNovelas
| Année | Catégorie                           | Telenovela             | Résultat |
| ----- | ----------------------------------- | ---------------------- | -------- |
| 1991  | Meilleure révélation masculine      | Cuando llega el amor   | Nommé    |
| 1994  | Meilleur acteur juvénile            | Dos mujeres, un camino | Gagnant  |
| 2002  | Meilleur acteur d'équipe artistique | Salomé                 | Gagnant  |